# 何塞·安东尼奥·埃米达
何塞·安东尼奥·埃米达（西班牙語：José Antonio Hermida，1978年8月24日—），西班牙男子自行车运动员。他曾代表西班牙参加2000年、2004年、2008年、2012年和2016年夏季奥林匹克运动会自行车比赛，其中2004年奥运会获得一枚银牌。